# Barbazan (Haute-Garonne)
Barbazan település Franciaországban, Haute-Garonne megyében. Lakosainak száma 507 fő (2022. január 1.). Barbazan Cier-de-Rivière, Loures-Barousse, Labroquère, Luscan és Sauveterre-de-Comminges községekkel határos.

## Népesség
A település népességének változása:
| Lakosok száma | 516  | 386  | 351  | 438  | 448  | 457  | 490  | 496  | 498  | 507  |
|               | 1968 | 1982 | 1990 | 2006 | 2013 | 2015 | 2017 | 2019 | 2020 | 2022 |